# Brucene Smith
Karen Brucene Smith Galvan (Port Lavaca, 21 de junho de 1951) é uma modelo e rainha de beleza dos EUA que venceu o Miss Internacional 1974.
Ela foi a primeira americana a vencer este concurso.

## Biografia
Brucene nasceu em Port Lavaca, no Texas. Seus pais eram David Bruce Smith e Belle Dunlap-Smith e ela tinha 4 irmãs, Cynthia, Darlene, Carrie e Suzanne, e um irmão, Robert Bruce. Seu segundo nome, "Brucene", foi uma homenagem ao segundo nome de seu pai, "Bruce".
Ela estudava na University of Texas em Austin quando resolveu participar de concursos de beleza.
Desde 1980 é casada com David Galvan.

## Participação em concursos de beleza

### Miss Mundo 1971
Brucene venceu 46 candidatas no Miss Mundo EUA 1971 e depois foi para Londres participar do Miss Mundo, onde ficou em sexto lugar. A Miss Brasil (Lúcia Petterle, vencedora do Miss Mundo 1971) decidiu voltar a estudar, assim Bob Hope decidiu que queria uma americana para um tour ao redor do mundo. Visitei a Espanha, Cuba, o Vietnã, Guam, Tailândia e o Havaí", disse numa entrevista para o The Port Lavaca Wave em outubro de 2010. 

### Miss Internacional 1974
Em 1974 o diretor do Miss Mundo EUA a convidou para participar do Miss Internacional em Tóquio, que ela acabou vencendo ao derrotar outras 44 concorrentes.

## Vida pós-concursos
Após coroar sua sucessora, ela voltou aos EUA e em janeiro de 1975 assinou um contrato com a agência de modelos Wilhelmina Models. No entanto, por não conseguir se adaptar à vida em NY, voltou para Austin um mês depois. Ela também passou seis meses no Japão trabalhando como modelo.
Em 1980 se casou com David Galvan e o casal se mudou para Helotes, Texas, para formar uma família.
Ela teve seis filhos.